# Violinbyggernes by
"Violinbyggernes by" er et dansk digt af Henrik Nordbrandt udgivet i digtsamlingen af samme navn i 1985 på Gyldendal.
Digtet er én lang strofe bestående af 25 urimede linjer.
"Violinbyggerne by" indgår som en del af lyrikantologien i Kulturkanonen fra 2006.